# Sigeberht II le Bon
Pour les articles homonymes, voir Sigebert.
Sigeberht II, surnommé « le Bon » (Bonus) ou « le Béni » (Sanctus), est roi d'Essex vers le milieu du VIIe siècle. Il n'est quasiment connu que grâce à l'Histoire ecclésiastique du peuple anglais de Bède le Vénérable (Livre III, chapitre 22).
Son règne est marqué par la reconversion des Saxons de l'Est au christianisme, sous l'égide du missionnaire northumbrien Cedd.

## Biographie

### Ascendance
Bède indique simplement que Sigeberht est apparenté à son prédécesseur, également appelé Sigeberht et surnommé Parvus, « le Petit ». D'autres sources existent : des généalogies des rois Offa, Swithred et Sigered dans un manuscrit du Wessex du IXe siècle ; la Gesta regum de Guillaume de Malmesbury et le Chronicon ex Chronicis de Jean de Worcester, ces deux derniers datant d'après la conquête normande de l'Angleterre. Toutefois, ces sources se contredisent et confondent les deux Sigeberht. Barbara Yorke propose que Sigeberht soit le fils de Sæweard et le père de Sigehere.

### Règne

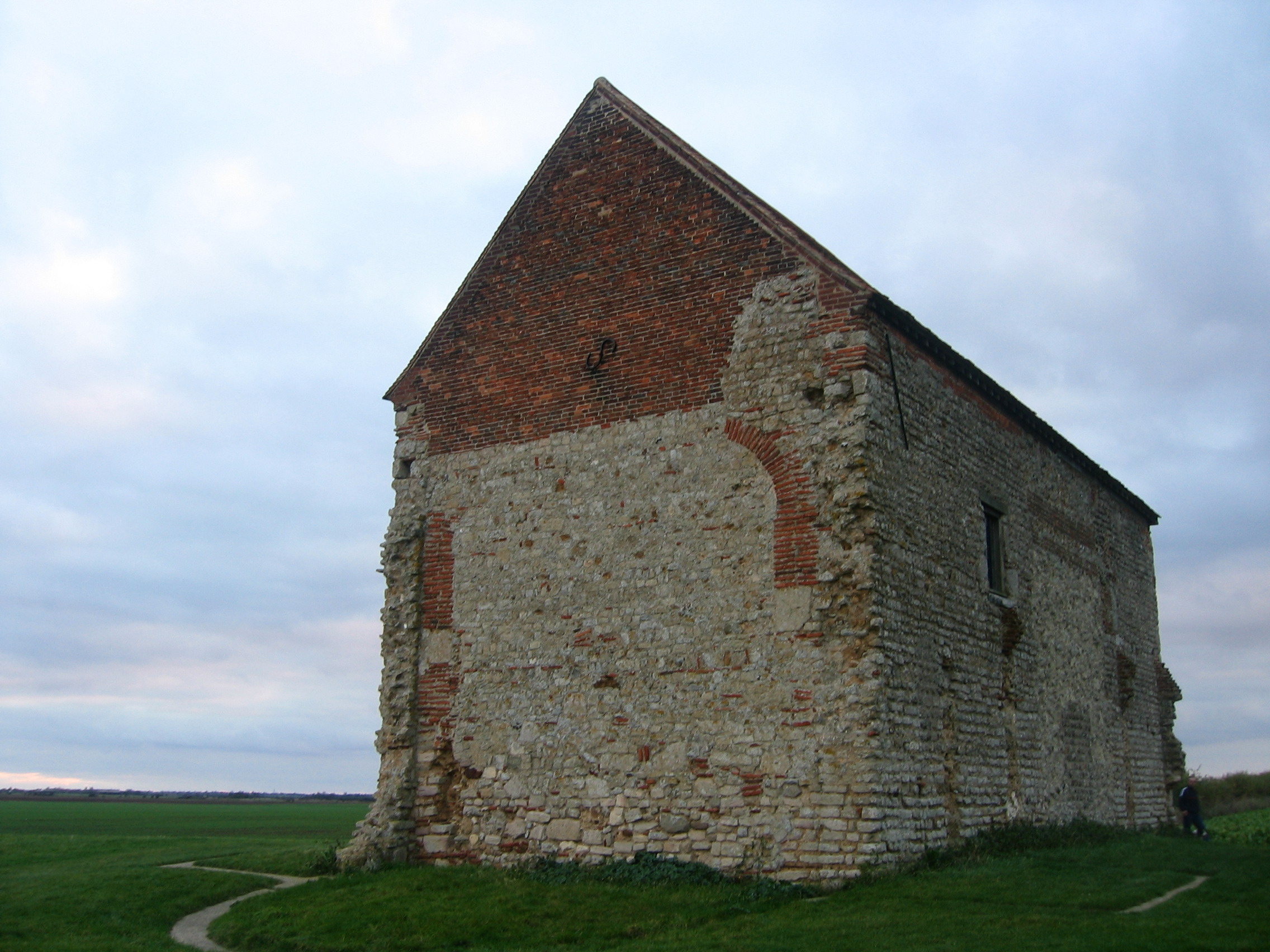
La chapelle de St. Peter-on-the-Wall, à Bradwell-on-Sea, remonte au milieu du VIIe siècle. Il s'agit très vraisemblablement de lIthancester mentionnée par Bède.

Sigeberht trouve au nord un puissant « ami » (amicus) et allié en la personne d'Oswiu de Bernicie, qui règne de 642 à 670. Bède affirme que Sigeberht se rend fréquemment à sa cour, et l'influence d'Oswiu sur les décisions de Sigeberht suggère que le roi bernicien est beaucoup plus puissant que son homologue. Pour Oswiu, cette alliance permet de contrebalancer la puissance du roi de Mercie Penda, tout comme celle qu'il noue à la même époque avec le fils de Penda, Peada, roi des Angles du Milieu.
Bède s'intéresse principalement à Sigeberht pour son implication dans la christianisation des Saxons de l'Est. Oswiu presse Sigeberht, païen au moment de son avènement, d'abjurer ses croyances et d'embrasser le christianisme. En fin de compte, Sigeberht et ses fidèles sont baptisés en même temps que Peada par l'évêque de Lindisfarne Finan à Ad Murum, une propriété royale d'Oswiu probablement située à proximité du mur d'Hadrien (peut-être l'actuelle Walbottle). Cette cérémonie aurait pris place en 653 ou 654.
À la demande de Sigeberht, Oswiu envoie des missionnaires évangéliser les Saxons de l'Est. La mission est dirigée par Cedd, récemment rappelé de son œuvre de conversion auprès des Angles du Milieu, accompagné de trois prêtres. Leurs efforts sont si fructueux que Cedd est sacré « évêque des Saxons de l'Est » lorsqu'il vient rendre compte de ses actes à de Finan à Lindisfarne. Il fonde des communautés monastiques à Tilaburg (probablement East Tilbury) et Ithancester (très vraisemblablement Bradwell-on-Sea). Ce faisant, il étend l'autorité de l'église de Lindisfarne vers le sud, ce qui constitue peut-être « une sorte de colonisation opportuniste de la région par la Bernicie ».

### Assassinat
D'après Bède, Sigeberht devint un roi pieux et enclin au pardon, mais sa nouvelle attitude lui vaut d'être assassiné par deux de ses propres parents (propinqui), deux frères dont on ignore les noms et qui reprochent au roi d'être « trop prompt à pardonner à ses ennemis ». Bède raconte que l'évêque Cedd a excommunié l'un des deux frères pour mariage illégal, interdisant à quiconque de manger avec lui ou d'entrer dans sa demeure. Toutefois, Sigeberht néglige cet ordre et accepte une invitation des frères. En chemin, il rencontre Cedd et s'agenouille devant lui pour lui demander pardon, mais l'évêque prophétise que le roi paiera sa désobéissance de sa vie. Bède conclut en déclarant que « la mort de ce pieux roi fut telle qu'elle racheta non seulement sa faute, mais accrut encore son mérite ; car elle fut le fruit de sa piété et de son observation des préceptes du Christ ».
Quel que soit le message moral que cherche à communiquer Bède dans ce passage, les circonstances politiques laissent entendre un scénario quelque peu différent. L'emprise d'Oswiu sur les affaires de l'Essex semble s'être relâchée après 658, comme en témoigne le fait que Swithhelm, le successeur de Sigeberht, choisit comme parrain pour son propre baptême le roi des Angles de l'Est Æthelwald. L'assassinat de Sigeberht pourrait refléter le basculement des loyautés de la classe dirigeante de l'Essex. Barbara Yorke va jusqu'à envisager que Swithhelm et son frère Swithfrith soient les deux frères responsables de la mort de Sigeberht,.
La date du décès de Sigeberht est inconnue. Elle se situe nécessairement avant 664, date de la mort de son successeur Swithhelm.